# 逆向照顧法則
逆向照顧法則（inverse care law）是指越是需要醫療照顧及社會關懷的人，其可得到的的資源反而越少。逆向照顧法則是由朱立安·哈特在1971年提出，後來此用語也廣為使用。逆向照顧法則的英文是來自物理學上的平方反比定律（Inverse-square law）。
逆向照顧法則指出:
"良好醫療照顧的可用性會隨著其服務族群的需要程度而減少。若醫療照顧越是暴露在市場機制下，此法則會執行的越徹底，若比較沒有暴露在市場機制下，情形會好一些。" 。
哈特後來再解釋其論點：「到最極致的程度，医疗保健會變成商品，其散播方式類似香檳；有錢人有很多，窮人什麼都沒有。」
逆向照顧法則是有關醫療不平等爭議的核心議題。正如前卫生大臣弗蘭克·多布森所提出的「醫療不平等是所有的不平等中最嚴重的一項。你一直到在身體情形很差時，才知道很快就要死亡，沒有任何不平等比這個更嚴重了。"。

## 延伸閱讀
- Tudor Hart, J. . The Lancet. 1971, 297: 405–412. doi:10.1016/S0140-6736(71)92410-X.
- Watt, G. . The Lancet. 2002, 360: 252–254. doi:10.1016/S0140-6736(02)09466-7.
- A Reappraisal of the Inverse Care Law （页面存档备份，存于） Cooper K., 2010

## 外部連結
- The Inverse Care Law  The Lancet:  Saturday 27 February 1971 （页面存档备份，存于）